# Spinone al Lago
Spinone al Lago là một đô thị ở tỉnh Bergamo trong vùng Lombardia của nước Ý, có vị trí cách khoảng 70 km về phía đông bắc của Milano và khoảng 20 km về phía đông bắc của Bergamo. Tại thời điểm ngày 31 tháng 12 năm 2004, đô thị này có dân số 929 người và diện tích là 2,0 km².
Spinone al Lago giáp các đô thị: Bianzano, Casazza, Gaverina Terme, Monasterolo del Castello, Ranzanico.